# 小田原市立桜井小学校
小田原市立桜井小学校（おだわらしりつ さくらいしょうがっこう）は、神奈川県小田原市曽比にある公立小学校である。

## 概要
1893年に開校。
小田原市の北にあり、本校の学区は、南足柄市や大井町、開成町と接している。
また、ここは二宮尊徳生誕の地としても知られ、校内には、尊徳の銅像が2体あり、
「積小為大」などの尊徳の教えを刻んだ石碑がある。

## 沿革
出典：
- 1893年
  - 4月 - 尋常高等駒千代小学校（現在の岡本小学校）から分離し、桜井村曽比宗繁寺本堂の一部で教育開始。
  - 5月 - 神奈川県足柄上郡桜井村曽比2752番地で、尋常桜井小学校として開校。
- 1915年4月 - 高等科を併設。尋常高等桜井小学校に改称。
- 1922年5月 - 校旗制定。
- 1923年4月 - 足柄上郡桜井尋常高等小学校と改称。
- 1941年4月 - 国民学校令施行により、神奈川県足柄上郡桜井国民学校と改称。
- 1947年4月 - 学校教育法施行により、桜井村立桜井小学校と改称。
- 1950年12月 - 桜井村と小田原市の合併により、現校名に改称。
- 1955年3月 - 現在地に新校舎を落成。
- 1963年4月 - 校歌完成。
- 1967年4月 - 校服着用開始。
- 1970年3月 - 東富水小学校新設に伴う学区変更により、柳町地区児童32名分離し、東富水小へ。
- 1977年4月 - 報徳小学校開校に伴い、西栢山地区児童127名分離し、報徳小へ。
- 1981年 - 給食優良校として県表彰。優良PTAとして県表彰。
- 1982年 - 健康優良校として県表彰。
- 1983年 - PTA広報誌コンクール優秀賞受賞。学校給食優良校として文部大臣賞受賞。
- 1989年5月 - 本校旧校地跡（宗繁寺）に記念碑建立。
- 1992年4月 - さくら級（障害児学級）開設。
- 1993年5月 - 開校100周年記念像（二宮金次郎少年像）設置。
- 1995年12月 - 校服を翌年度より自由服（私服）とすることを決定。
- 2006年4月 - 本校含む小田原市内小中学校2学期制開始。

## 教育方針
- 「キラリ輝く桜井っ子の育成」[2]

## 通学区域
出典
- 曽比
- 栢山1〜1,043番地、1,077〜1,134番地、1,137〜1,139番地、1,141〜2,143番地、2,146〜2,148番地、2,149番地-1、2,197〜2,288番地、2,291〜2,294番地、2,338〜2,893番地、2,911〜2,951番地、2,991〜2,294番地、2,338〜2,893番地、2,911〜2,951番地、2,996〜3,016番地、3,051番地、3,054〜3,071番地、3,301〜3,308番地-1、3,320〜3,338番地、3,563〜3,582番地、3,595〜3,950番地

## 主な進学先中学校
出典
小田原市立城北中学校

## 学区内の主な施設
- 栢山駅
- 尊徳記念館
- 桜井保育園
- 小田原市立城北中学校
- 神奈川県立小田原城北工業高等学校

## 交通
- 小田急線栢山駅から徒歩約5分